# Horicon (Wisconsin)
Horicon es una ciudad ubicada en el condado de Dodge en el estado estadounidense de Wisconsin. En el Censo de 2010 tenía una población de 3.655 habitantes y una densidad poblacional de 412,63 personas por km².

## Geografía
Horicon se encuentra ubicada en las coordenadas 43°26′41″N 88°38′13″O / 43.44472, -88.63694. Según la Oficina del Censo de los Estados Unidos, Horicon tiene una superficie total de 8.86 km², de la cual 8.32 km² corresponden a tierra firme y (6.11%) 0.54 km² es agua.

## Demografía
Según el censo de 2010, había 3.655 personas residiendo en Horicon. La densidad de población era de 412,63 hab./km². De los 3.655 habitantes, Horicon estaba compuesto por el 95.73% blancos, el 0.36% eran afroamericanos, el 0.14% eran amerindios, el 0.66% eran asiáticos, el 0% eran isleños del Pacífico, el 1.64% eran de otras razas y el 1.48% pertenecían a dos o más razas. Del total de la población el 4.13% eran hispanos o latinos de cualquier raza.